# Маслаково (Луганская область)
Маслаково (укр. Маслакове) — село, относится к Троицкому району Луганской области Украины.
Население по переписи 2001 года составляло 36 человек. Почтовый индекс — 92124. Телефонный код — 6456. Занимает площадь 5,69 км². Код КОАТУУ — 4425484003.

## Местный совет
92124, Луганская область, Троицкий район, с. Овчарово, ул. Д.Р. Овчаренко, 10  (укр.)